# Anatolij Taraskin
Anatolij Siergiejewicz Taraskin (ros.  Анатолий Сергеевич Тараскин; ur. 1933, zm. 2003) – radziecki scenarzysta. Zasłużony Pracownik Kultury RFSRR (1978). W animacji pisał scenariusze dla Witolda Bordziłowskiego.

## Wybrana filmografia
- 1972: Kaczorek-muzykant
- 1978: Jak kaczorek grajek został piłkarzem